# Bromus pannonicus
Bromus pannonicus là một loài thực vật có hoa trong họ Hòa thảo. Loài này được Kumm. & Sendtn. mô tả khoa học đầu tiên năm 1849.